# Первісний потяг
«Первісний потяг» (англ. «The Primal Urge») — британський науково-фантастичний роман Браяна Вілсона Олдіса 1961 року. Роман являє собою сатиру на сексуальну стриманість, вона досліджує вплив на суспільство «Реєстра емоцій», встановленого на лобі, який світиться, коли власник відчуває сексуальний потяг. Книга була заборонена на території Ірландії.

## Синопсис
Якщо стриманість — риса, притаманна лише британцям, то що могло змусити вихованого, стриманого, повністю «британця» Джеймса Солента кинутись на ніч безрозсудної пристрасті з абсолютно незнайомою людиною? Відповідь — гаджет — «Реєстр емоцій», який не дозволяє приховати сексуальний потяг, який він відчуває до когось іншого. Дізнайтеся, що станеться з Британією та рештою світу, коли це механічне диво впивається зубами в стриманий статус-кво.